# Могутнее (Кировоградская область)
Могутнее (укр. Могутнє) — село в Катериновской сельской общине Кропивницкого района Кировоградской области Украины.
Население по переписи 2001 года составляло 658 человек. Почтовый индекс — 27612. Телефонный код — 522. Код КОАТУУ — 3522584501.